# Nagy szentjánosbogár
A nagy szentjánosbogár (Lampyris noctiluca) a rovarok (Insecta) osztályának a bogarak (Coleoptera) rendjébe, ezen belül a szentjánosbogár-félék (Lampyridae) családjába tartozó faj.
2015-ben az év rovarának választották Magyarországon.

## Előfordulása
A nagy szentjánosbogár Európában mindenütt megtalálható, de már csak kevés olyan – mésztartalmú talajú, réttel vagy erdővel borított – háborítatlan terület van, amely tökéletesen megfelel neki. A modern termesztési eljárások, a földterületek egyre nagyobb arányú megművelése és a fényszennyezés is szerepet játszik abban, hogy bizonyos területekről egyre inkább kiszorulnak.

## Megjelenése
A nőstény hossza 10–18 milliméter, a hím hossza 10–13 milliméter. A hím kisebb a nősténynél; nagy, lefelé irányuló szemével nagyon jól lát. A nősténytől eltérően a felnőtt hímnek van szárnya, sőt védő fedőszárnya is. A nőstény szárnyatlan, szelvényekből álló teste hasonlít a lárváéra. A nőstény fejét a félkör alakban ívelt és boltozatos, üvegszerűen áttetsző előtor felülről eltakarja. A világítószervek a potroh csúcsán, a hasoldalon vannak. A ragadozó lárváknak erős, harapó állkapcsaik vannak. Fénykibocsátó szerveik, csakúgy, mint a nősténynél, az utolsó három szelvény hasoldalán találhatók. A világító sárgászöld fény kémiai úton jön létre. Ehhez a reakcióhoz oxigén, víz, luciferin és egy luciferáz nevű enzim szükséges. Ha a rovar megszakítja az oxigénfelvételt, a fény kialszik.
|  |  |

## Életmódja
A nagy szentjánosbogár csoportosan él. Nyirkosabb erdők, alföldi mocsaras, lápos helyek, kertek lakója, ahol orbáncfűfajok (Hypericum spp.) is nőnek. A lárvák csigákat fogyasztanak; az imágók nem táplálkoznak.

## Szaporodása
Az ivarérettséget 3 éves korban éri el. Csendes, meleg estéken a hímek világítva röpködnek, a nőstények a fű között világítanak. Párzás után nem sokkal az imágók elpusztulnak. A nőstény a petéit egyenként vagy párosával rakja le. A kerek, halványsárga pete átmérője 1 milliméter. A petéből való kifejlődéshez 2-4 hét kell, hogy elteljen.